# Mónica García Prieto
Mónica García Prieto (Badajoz, 1974) és una periodista espanyola, reportera internacional per a diferents mitjans de comunicació espanyols, reconeguda i guardonada amb importants premis periodístics.

## Trajectòria
Llicenciada en Ciències de la Informació, en la branca de Periodisme, encara que va finalitzar els dos últims anys de carrera ja treballant en Italia després d'un temps de pràctiques en diferents mitjans. Va estar casada amb el corresponsal de guerra Julio Fuentes, assassinat en la invasió de l'Afganistan de 2001. la seva parella en l'actualitat (2018), és Javier Espinosa Robles, periodista que també va estar segrestat a Síria durant més de sis mesos. Junts van publicar el 2017 el llibre La semilla del odio. De la invasión de Irak al surgimiento del ISIS.
Al llarg de més de vint anys ha estat corresponsal a Roma, Moscou, Jerusalem, Beirut i Bangkok i ha recorregut el món com a reportera centrant les seves cobertures en la denúncia dels abusos als drets humans en temps de guerra i en la defensa dels civils. Ha treballat en diversos conflictes com l'aixecament zapatista de Chiapas, segona guerra de Txetxènia, la guerra de Geòrgia, el conflicte de Macedònia, les invasions de l'Afganistan i l'Iraq i la Guerra civil iraquiana (2014-2017), múltiples atacs contra Gaza, la Guerra del Líban de 2006, la Guerra Civil siriana, així com les revoltes de la primavera Àrab, entre d'altres.
La seva carrera s'ha centrat al Pròxim Orient, Àsia central i el Sud-est Asiàtic, 2 on treballa des del 2014 com a corresponsal freelance per El Mundo, Periodismo Humano i Cuarto Poder.

## Reconeixements
- Premi Dario D'Angelo (2005)[1]
- Premi José María Porquet de Periodisme Digital (2011)[1]
- Premi José Couso de llibertat de premsa (2013)[7]
- Premi Internacional de Periodisme Julio Anguita Parrado (2016)[8]
- Premi de Periodisme Cirilo Rodríguez (2017) on ja havia estat finalista el 2011[9]